# L'Atlantide (1921)
L'Atlantide is een Frans-Belgische avonturenfilm uit 1921 onder regie van Jacques Feyder. Het scenario is gebaseerd op de gelijknamige roman uit 1919 van de Franse auteur Pierre Benoit.

## Verhaal
Luitenant de Saint-Avit en kapitein Morhange zijn twee Franse legerofficieren, die in de Sahara het legendarische koninkrijk Atlantis ontdekken. Koningin Antinéa van Atlantis houdt hen gevangen als haar vrijers. Morhange gaat echter niet in op haar avances. Ze zet daarom Saint-Avit aan om Morhange te vermoorden. Ontsteld door zijn misdaad ontvlucht Saint-Avit het koninkrijk. Hij wordt uiteindelijk in de woestijn gevonden door soldaten. Hij keert terug naar Parijs, maar kan koningin Antinéa niet vergeten. Drie jaar later keert hij terug naar de Sahara.

## Rolverdeling
| Acteur              | Personage            |
| ------------------- | -------------------- |
| Jean Angelo         | Kapitein Morhange    |
| Stacia Napierkowska | Koningin Antinéa     |
| Georges Melchior    | Luitenant Saint-Avit |
| Marie-Louise Iribe  | Tanit-Zerga          |
| Add-el-Kadr Ben Ali | Cegheir-ben-Cheikh   |
| Paul Francescki     | Archivaris           |